# Der Rote Punkt (Film)

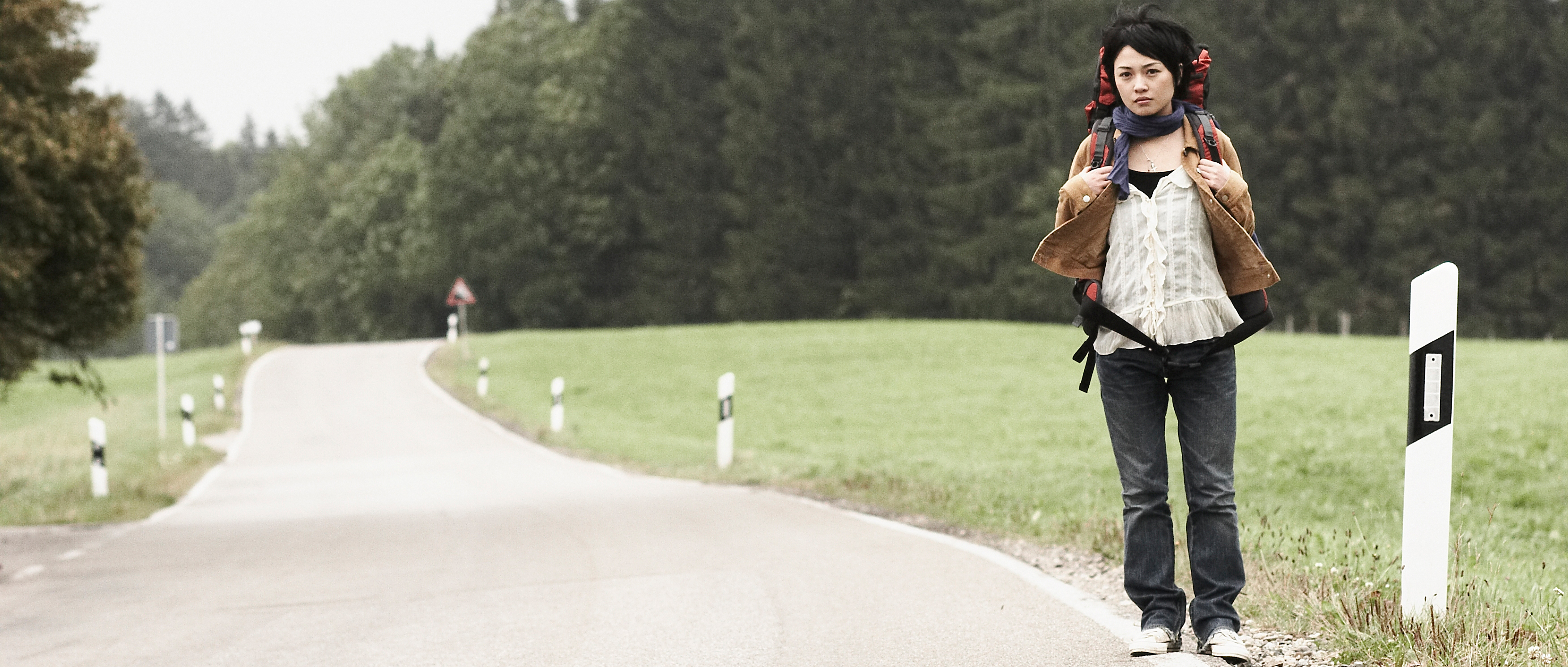
Standfoto Der Rote Punkt

Der Rote Punkt ist ein deutsch-japanisches Filmdrama aus dem Jahr 2008, das zum Autorenfilm gezählt wird. Der Film wurde von Marie Miyayama inszeniert und von der Münchner Filmwerkstatt produziert. In den Hauptrollen spielen Yuki Inomata, Hans Kremer und Orlando Klaus.

## Handlung
Die junge Japanerin Aki Onodera wird von Träumen aufgewühlt, die aus den lange verschütteten Erinnerungen an ihre frühen Kindheitstage aufsteigen. Eigentlich sollte sie sich so kurz vor dem Ende ihres Studiums auf die Jobsuche konzentrieren, aber stattdessen fährt sie zu ihrem Elternhaus und entdeckt dort in einer Abstellkammer ein altes Paket aus einem fremden Land. Ein alter Fotoapparat, in dem noch ein Film steckt, und ein vergilbter Umschlag mit einem Brief und einer ausländischen Landkarte, auf der ein roter Punkt eine Stelle markiert, scheinen die Schlüssel zu ihren Träumen zu sein.
Aki setzt sich über die Bedenken ihrer Familie und ihres Freundes hinweg und fliegt alleine nach Deutschland, um diesen Ort zu suchen. Im idyllischen Ostallgäu betritt sie auf der Suche nach dem richtigen Weg die örtliche Polizeidienststelle, wo gerade der 18-jährige Motorradraser Elias Weber vernommen wird. Als Elias’ Vater Johannes hereinkommt, um seinen Sohn abzuholen, bittet ihn der Polizist, die junge Japanerin mitzunehmen, da ihr Ziel ganz in der Nähe des Hauses der Familie Weber liegt.
Vater und Sohn setzen Aki auf deren Wunsch an einem Waldrand ab, wo es außer Bäumen und Feldern nichts Besonderes gibt, und fahren nach Hause. Als Elias nach dem Abendessen mit seiner Schwester losfährt, um sein Motorrad zu holen, treffen sie wieder auf die junge Japanerin, die im Regen verzweifelt nach einer Bleibe für die Nacht sucht. Sie nehmen sie mit in die Stadt – und als sie auch dort kein Hotelzimmer finden, wird Aki kurzerhand im Gästezimmer der Familie Weber aufgenommen.
Am nächsten Tag hilft Elias Aki bei der Suche nach der auf der Landkarte markierten Stelle. Dort soll sich ein Gedenkstein zum Andenken an Akis leibliche Familie befinden, die vor 18 Jahren tödlich verunglückt ist, wie Aki Elias in unbeholfenem Deutsch erklärt. Abends provoziert Elias einen heftigen Streit mit seinem Vater, der ihm eine Ohrfeige einbringt. Elias verlässt umgehend das Haus, gefolgt von seinem Vater, der seine Tat schon bereut. Und auch sonst zeigt sich, dass Akis Anwesenheit und die Suche nach ihrer Vergangenheit ganz ohne ihre Absicht die Spannungen innerhalb der Familie verstärken – und letztlich dazu führen, dass auch ein bislang verschwiegener Teil der Weber’schen Familiengeschichte ans Tageslicht kommt.
Als Aki schließlich die gesuchte Stelle findet, setzt sich an diesem Ort alsbald jeder der Beteiligten auf seine Art mit der Vergangenheit auseinander, um ein neues Leben beginnen zu können.

## Hintergrund
Der Rote Punkt ist der Abschlussfilm von Marie Miyayama, der ersten japanischen Studentin an der Hochschule für Fernsehen und Film München. Die Dreharbeiten fanden im August und September 2007 im Ostallgäu und im Oktober 2007 in Tokio und Chiba statt.
Die für vergleichsweise wenig Geld als sog. Low-Budget-Film hergestellte Produktion feierte ihre Weltpremiere im Rahmen des World Film Festival im August 2008 im kanadischen Montréal, wo der Film für den Golden Zenith nominiert war; die deutsche Erstaufführung fand am 23. Oktober 2008 bei den Internationalen Hofer Filmtagen statt, wo er den Förderpreis Deutscher Film gewann. Zu weiteren Aufführungen war der Film u. a. zum Cairo International Film Festival, zum International Film Festival of India nach Goa, zum Internationalen Film Festival Innsbruck (als Eröffnungsfilm) und zum Internationalen Filmfestival Shanghai eingeladen, in Deutschland zum Asia Filmfest, zum Filmfest Biberach, zum Internationalen Filmfest Braunschweig, zum Internationalen Filmfestival Passau (als Eröffnungsfilm) und zum Festival des deutschen Films nach Ludwigshafen am Rhein eingeladen, wo er für den Filmkunstpreis nominiert war und den Publikumspreis gewann. Beim Bayerischen Filmpreis im Januar 2009 wurde Der Rote Punkt als beste Nachwuchsproduktion ausgezeichnet.
In den deutschen Kinos startet Der Rote Punkt am 4. Juni 2009 im Verleih der Firma Movienet.

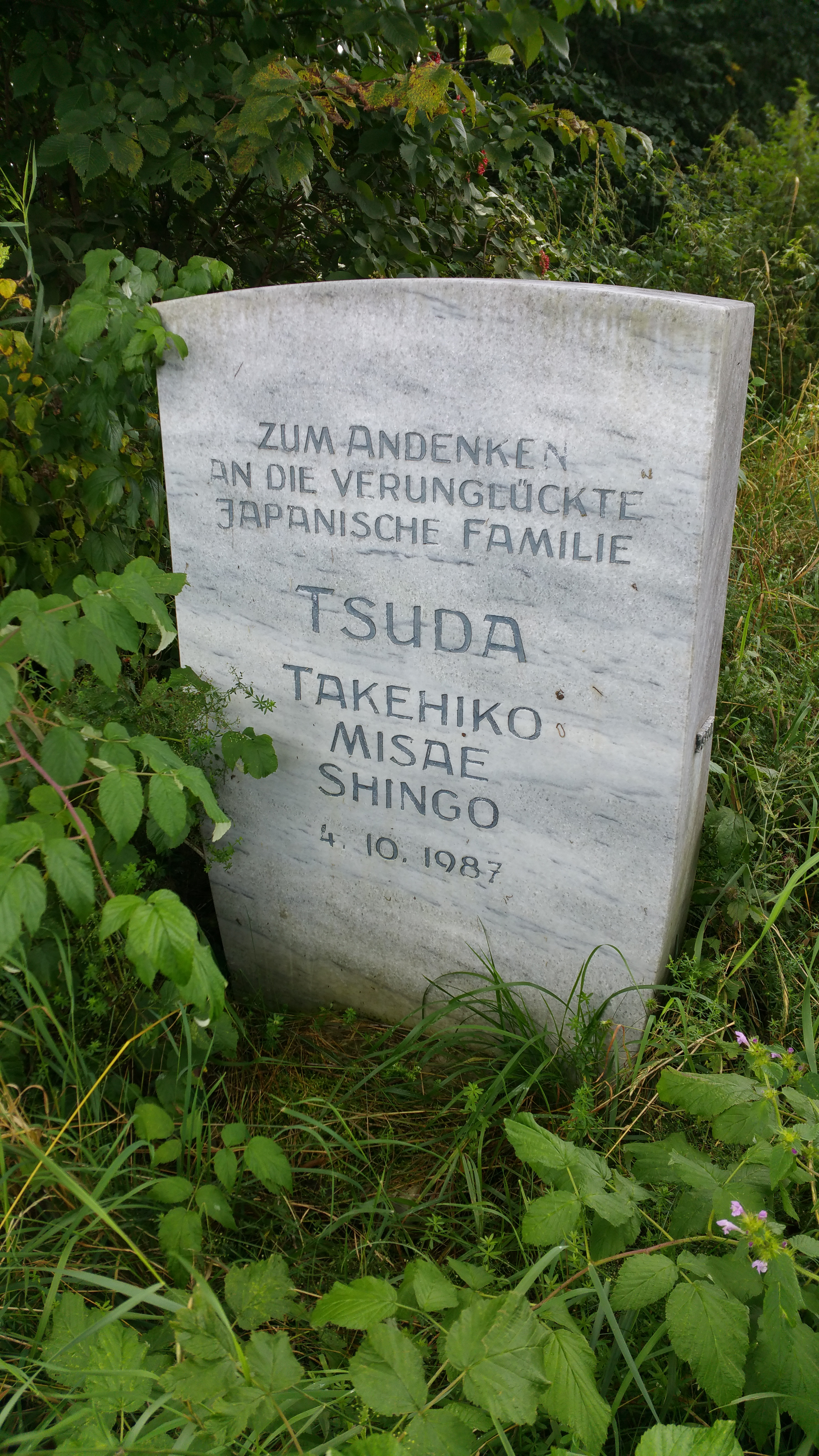
Gedenkstein für die japanische Familie Tsuda, auf deren Unfall das Drehbuch basiert

Das Drehbuch beruht auf einer realen Begebenheit: Am 4. Oktober 1987 ereignete sich auf der Bundesstraße 17 ca. 500 Meter vor dem Gasthaus Lustberghof bei Denklingen ein Unfall, der Vater, Mutter und ein Kind der japanischen Familie Tsuda das Leben kostete, einzig der kleine Sohn überlebte. Der Unfallverursacher beging Fahrerflucht und wurde nie gefasst. Auf der Höhe der damaligen Unfallstelle steht etwas zurückgesetzt ein Gedenkstein. Im Film wird ein ähnlicher Stein mit gleichem Text, aber geänderten Namen und Daten gezeigt.

## Kritiken
Wolfgang Höbel schreibt am 27. Oktober 2008 in Spiegel Online: Landschaftsmalerei mit Menschenbeilage: Bei den Filmtagen in Hof wurde in diesem Jahr der Zustand des heimischen Erzählkinos bejammert. Zu Unrecht, denn die beiden herausragenden Filme „Der Rote Punkt“ und „Der Architekt“ bewiesen, dass die Verweigerung von Dramatik große Kunst sein kann.
Anne Wotschke und Kalle Somnitz schreiben auf Programmkino.de: Dass aber auch ernsthafte Themen bewegend in Szene gesetzt werden können, das zeigte in diesem Jahr in Hof die junge Absolventin der HFF München Marie Miyayama mit ihrem Erstling DER ROTE PUNKT, der auch den Förderpreis Deutscher Film völlig zu Recht gewann.
Ulf Lepelmeier schreibt auf Filmstarts.de: Einmal im Jahr pilgern die Mitglieder der deutschen Filmindustrie in die fränkische Provinz und stellen ihre neuen Werke im nasskalten Städtchen Hof Verleihern, Journalisten und dem interessierten Publikum vor. Bei den Hofer Filmtagen fehlen natürlich auch die obligatorischen Preise nicht. Der begehrte „Förderpreis Deutscher Film“ ging 2008 an den HFF-Abschlussfilm der Japanerin Marie Miyayama, die mit ihrem unaufgeregten und stilsicheren Drama „Der Rote Punkt“ begeisterte.
Christoph Gröner schreibt in Blickpunkt:Film 45/2008: Schmales Budget, klare Vision: „Der Rote Punkt“ von Marie Miyayama hat mit ästhetischer Geschlossenheit die Jury in Hof begeistert – Lohn war der Förderpreis.

## Auszeichnungen
- 2009: Wilhelm Dieterle-Filmpreis der Stadt Ludwigshafen am Rhein
- 2009: Goldene Heidi für den besten Spielfilm bei der Filmschau der Hochschule für Fernsehen und Film München
- 2009: Publikumspreis beim 5. Festival des deutschen Films in Ludwigshafen am Rhein
- 2009: Special Mention der Jury im Internationalen Wettbewerb des Internationalen Film Festivals Innsbruck
- 2009: VGF-Nachwuchsproduzentenpreis 2008 für Martin Blankemeyer
- 2008: Förderpreis Deutscher Film bei den 42. Hofer Filmtagen für Oliver Sachs (Bildgestaltung), Helmut Sinz (Musik) und Marie Miyayama (Schnitt)